# Löcken
Löcken is een plaats in de Duitse gemeente Waldfeucht, deelstaat Noordrijn-Westfalen.

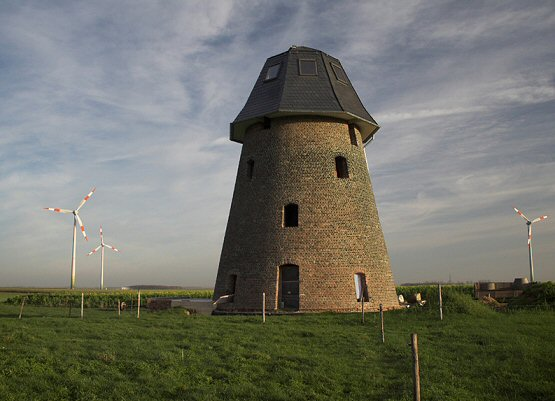
De voormalige molen van Löcken

Bocket · Braunsrath · Brüggelchen · Frilinghoven · Haaren · Hontem · Löcken · Obspringen · Schöndorf · Selsten

Kreis Heinsberg · Regierungsbezirk Keulen · Noordrijn-Westfalen